# プルミエール 私たちの出産
『プルミエール 私たちの出産』（プルミエール わたしたちのしゅっさん、原題：Le Premier Cri）は、2007年のフランスのドキュメンタリー映画。

## 概要
文化・人種・環境が全く異なる10カ国の出産事情を監督ジル・ド・メストルが追った、ドキュメンタリー作品。出産を皆既日食と結びつけ、神秘的なものとして扱っている。ディズニー・ネイチャー・プロダクションの第1回作品。キャッチコピーはあなたのために生きていく。
2007年、セザール賞最優秀ドキュメンタリー賞にノミネートされた。
日本ではPG-12指定。
監督のメストルは男性で、自国フランスで出産を扱ったドキュメンタリーのテレビ番組を担当したことから出産に興味を持ち、今回の映画の製作に至ったという。

## 内容
アメリカ：ヴァネッサ（32歳）
医療機関に頼らず、自宅での自然分娩を選択。
タンザニア：ココヤ（約40歳）
マサイ族の女性の出産を初映像化。
日本：由起子（31歳）
愛知県岡崎市にある吉村医院で昔ながらの生活をしながらの出産。
ベトナム：ツーズー病院
1日に120人以上が生まれる、世界最大の産院に密着。
フランス：サンディ（28歳）
臨月まで舞台に立ち続けたダンサー。
ロシア・シベリア：エリザベート（21歳）
マイナス50度の極寒の環境での出産。
メキシコ：ガビー（30歳）&ピラー（32歳）
イルカと共に水中分娩に挑む。
ブラジル：マシュトンリ（21歳）
アマゾン川流域に住む先住民族カポヤ族の出産。
ニジェール：マニ（25歳）
トゥアレグ族の砂漠での出産。
インド：スニータ（35歳）
極貧生活の中での出産。
- プルミエール 私たちの出産 - allcinema
- Le Premier Cri - IMDb（英語）